# Enric I de Lovaina
Enric I de Lovaina (+ a Lovaina, assassinat l'agost de 1038) fou comte de Lovaina i Brussel·les des 1015 a 1038. Era el fill de Lambert I, comte de Lovaina i Brussel·les, i Gerberga de Lotaríngia.
Malcontent de la derrota que el duc de la Baixa Lotaríngia Godofreu havia infligit al seu pare a Florennes, on aquest va morir, Enric va continuar amb el seu cosí Renyer V de Mons la lluita contra Godofreu i els partidaris de l'emperador Enric II. L'emperador, ocupat per altres conflictes, no reaccionava, però Gerard, bisbe de Cambrai, desitjós de pacificar la regió, va negociar la pau entre els bel·ligerants.
Aquesta pau es va signar el 1018, i Enric de Lovaina va esdevenir un fidel del duc de la Baixa Lotaríngia i de l'Emperador. El 1037 va ajudar el duc Goteló I a repel·lir un atac d'Eudes II de Blois, comte de Meaux i Troyes. Va ser assassinat el 1038 per un cavaller anomenat Herman que era el seu presoner.

## Matrimoni i fills
El nom de la seva esposa la història no el recorda. Va donar a llum a Otó, que es considera que hauria estat el successor fins al 1040 o 1041 però fins a la seva mateixa existència està en disputa. Una genealogia del segle XIX també atribueix a Enric tres filles (Adelaida, Cunegunda i Adela), però sembla que les noies són d'un altre Enric, un descendent dels comtes de Lovaina, que va viure al voltant de l'any 1100.